# María Eugenia Martini
María Eugenia «Maru» Martini (n. La Plata, Provincia de Buenos Aires, 17 de febrero de 1972) es una trabajadora social y política argentina, ex intendenta de San Carlos de Bariloche. Martini accedió a la jefatura comunal de este municipio rionegrino por primera vez en el 18 de enero de 2013, al ser elegida en el seno del Concejo Deliberante para reemplazar interinamente al destituido intendente Omar Goye, en su condición de presidenta de dicho cuerpo legislativo. En las elecciones municipales del 1 de septiembre de 2013 Martini fue confirmada en el cargo, al ser electa por voto popular, obteniendo el 33% de los votos válidos en estas elecciones. Con este triunfo electoral, Martini debió completar el mandato original de Omar Goye, previsto para cumplirse el 10 de diciembre de 2015.

## Biografía

### Inicios
María Eugenia Martini nació el 17 de febrero de 1972 en la ciudad de La Plata, capital de la provincia de Buenos Aires, siendo la mayor de las hijas del dirigente peronista Oscar Martini, quien ha sido legislador y secretario de gobierno municipal y actualmente se desempeña en la Secretaría de Asuntos Registrales del Ministerio de Justicia y Derechos Humanos. Su madre es la geógrafa y docente María Amalia Lahourcade, que fue además militante de la Juventud Peronista. En el año 1977, la familia de María Eugenia Martini se radicó en San Carlos de Bolívar, una localidad del centro de la provincia de Buenos Aires, y allí María Eugenia cursó prácticamente la totalidad de sus estudios primarios y secundarios en el Colegio Cervantes, trasladándose luego a la ciudad de Buenos Aires con el fin de cursar estudios universitarios en la Universidad del Salvador (USAL), institución en la que recibió el grado de licenciada en Trabajo Social.
Una vez realizados estos estudios, María Eugenia se trasladó junto a su esposo, el ingeniero electrónico Carlos Ochoa, a la ciudad de Bariloche, donde finalmente se afincaron mientras Ochoa se desempeñaba en INVAP, una empresa dedicada al desarrollo de energía nuclear, tecnología espacial, tecnología industrial y equipamiento médico y científico, estando más específicamente abocado al diseño y fabricación de satélites. El matrimonio tiene tres hijos y todos ellos se encuentran plenamente integrados a Bariloche.

### Carrera política
Instalada definitivamente en Bariloche, María Eugenia Martini empezó a realizar trabajo social. No obstante, al provenir de una familia de políticos, Maru, como es popularmente conocida, había crecido acostumbrada al debate constante, por lo que necesariamente incursionaría en la política. «A mis padres los escuché todas las mañanas de mi infancia conversar y discutir de política. Apenas se levantaban ya hablaban de política. Pero a mí la vocación se me despertó acá, hace unos años, cuando vi que en mi trabajo, el trabajo social, me faltaban instrumentos para desarrollarlo plenamente», resumió en una ocasión.
Con un grupo de compañeros de militancia, Martini llegó a la conducción de una Unidad Básica peronista en el año 2008, dando inicio a su trayectoria en la política territorial. Ya al año siguiente, en 2009, fue postulada como segunda candidata a diputada nacional en la lista del Frente para la Victoria de Río Negro, junto a Miguel Ángel Pichetto, obteniendo el triunfo. Durante toda esta campaña electoral, Martini se encontraba embarazada de su tercer hijo, Ezequiel. Dos años más tarde, en las elecciones municipales del año 2011, encabezó la lista de candidatos al Concejo Deliberante de Bariloche y fue elegida, llegando finalmente a ocupar, como líder de bancada de la primera minoría, la presidencia de aquella casa legislativa.

### Intendenta de Bariloche
En las elecciones municipales del año 2011, el candidato Omar Goye se había impuesto con el 30,57% de los votos válidos y había sido elegido intendente de la ciudad de San Carlos de Bariloche. No obstante, un año y medio más tarde, el 8 de abril de 2013 el mandato de Goye fue revocado también por el voto popular, con la realización de un plebiscito a tal fin. El 77% de los votantes de Bariloche avaló el cese del mandato del intendente, quien había resultado muy debilitado políticamente con el acaecimiento de disturbios y saqueos el 20 de diciembre del año anterior y tuvo que alejarse de la Municipalidad. Goye se encontraba suspendido de sus funciones desde el 18 de enero de 2013 y Martini fue designada por el Concejo Deliberante, en su calidad de presidenta, para asumir la conducción municipal de modo interino y llamar a nuevas elecciones.
Los comicios para elegir un nuevo intendente en Bariloche fueron convocados por María Eugenia Martini para el 1 de septiembre de 2013, en consonancia con lo establecido en la Carta Orgánica Municipal. Martini fue la candidata por el Frente para la Victoria en dichas elecciones, poniendo el foco en los logros alcanzados durante los ocho meses de gestión interina y con un proyecto que, según sus propias palabras, se incluía en el proyecto nacional llevado adelante por la presidenta Cristina Fernández de Kirchner. «Recibí una papa caliente. La Municipalidad estaba devastada, con una profunda crisis social, económica y política. Con el respaldo del gobierno nacional y el acompañamiento de la comunidad, empezamos a salir del pozo», afirmó Martini en ocasión del lanzamiento de su candidatura.
Martini logró finalmente convalidar por el voto popular el mandato que ya venía asumiendo interinamente: el 1 de septiembre de 2013 se impuso en las elecciones municipales con el 33% de los votos válidos, en una jornada tranquila y con una asistencia de alrededor de 70% sobre el padrón electoral.
Después de considerar que este triunfo había sido resultado de un respaldo al kirchnerismo a nivel nacional, María Eugenia Martini debió empezar a concluir el mandato de Omar Goye, previsto para finalizar el 10 de diciembre de 2015. Al comienzo de su nueva gestión, Maru Martini declaró que sería necesario buscar la unión de las fuerzas kirchneristas en la ciudad —que sumadas habían obtenido el 53% de los sufragios—. En términos de gestión, afirmó que la prioridad para los dos años que restaban de mandato serían la seguridad ciudadana, mediante el refuerzo en la presencia de policías y la instalación de cámaras de seguridad, además de concretar el Polo Tecnológico Productivo, que proyectaba la llegada a Bariloche de alrededor de 80 empresas nacionales dedicadas a la ciencia y tecnología.